# 菊地ハルン
菊地 ハルン（きくち ハルン、2007年1月21日 - ）は、千葉県市川市出身のプロ野球選手（投手）。右投右打。広島東洋カープ所属。

## 経歴

### プロ入り前
パキスタン出身の父と日本人の母の間に生まれる。4歳上の兄の影響で幼稚園年少から野球を始め、市川市立鶴指小学校では鶴指少年野球部に所属、6年時はエースとして県大会に出場した。
市川市立第八中学校在学時は強豪の佐倉シニアに所属するも、小学卒業時の身長176cmが中学卒業時には192cmまで急激に伸び、成長痛の影響で試合での登板は無かった。なお佐倉シニアでの同期に、後に同じ年にプロ入りする石塚裕惺がいた。
千葉学芸高等学校に進学し硬式野球部に所属すると、中学時代から菊地の素質を評価していた高倉伸介監督の「3年計画」の育成指導のもと、高校入学当初120km/h台だった球速が3年夏には最速149km/hを計測、速球の他カーブ、スライダー、フォークの変化球を操る投手に成長した。
高校時代は甲子園大会への出場は無かったが、日米8球団スカウトが視察に訪れNPBの7球団より調査票が届き、プロ志望届を提出。2024年ドラフト会議にて広島東洋カープより5位指名を受けた。担当スカウトは尾形佳紀。広島の他、北海道日本ハムファイターズからも好評価を受けていたという。11月18日に契約金3000万円、年俸500万円（金額は推定）で球団と仮契約を結んだ。背番号は67。

## 選手としての特徴
直球の最速は152km/h。落差のあるフォークが武器で、他にもカーブ、スライダーを操る。
NPB現役日本人投手では最長身となる。高校夏の大会後はプロ入りを目指して肉体改造に励み、体重は104kgから110kgまで増量。直球の平均球速も140km/h前後から145km/hまで上昇した。
憧れのプロ野球選手に、同じ高身長投手である大谷翔平や山下舜平大を挙げている。入団時のプロとしての目標に、新人王と奪三振王を挙げ、球速も160km/hを目指したいとしている。

## 人物
名前の「ハルン」はパキスタン出身の父が名付けた。同国の国王が由来。父は身長が190cm近くあった。幼少期に両親が離婚し、母に育てられた。兄は身長170cmで、関東第一高等学校で投手としてプレーした。
ドラフト指名時にはパキスタン野球連盟からも祝福メッセージを送られた。野球パキスタン代表入りする可能性もあり、連盟は「今後の代表活動への協力をお願いしにカープさんの球団事務所にご挨拶に伺う予定です」とも語っている。
足のサイズは31cm、服のサイズは4L。200cmの高身長ゆえに家の天井や電車のドアなどにぶつかることも多いという。

## 詳細情報

### 背番号
- 67（2025年[9] - ）